# Кастијон ла Батај
Кастијон ла Батај (фр. Castillon-la-Bataille) насеље је и општина у југозападној Француској у региону Аквитанија, у департману Жиронда која припада префектури Либурн.
По подацима из 2011. године у општини је живело 2886 становника, а густина насељености је износила 508,1 становника/km². Општина се простире на површини од 5,68 km². Налази се на средњој надморској висини од 27 метара (максималној 104 m, а минималној 2 m).

## Демографија
| 1962. | 1968. | 1975. | 1982. | 1990. | 1999. | 2011. |
| ----- | ----- | ----- | ----- | ----- | ----- | ----- |
| 3.096 | 3.102 | 3.166 | 3.207 | 3.020 | 3.113 | 2.886 |

График промене броја становника у току последњих година